# Argun, Azija
Argun (rusko Аргу́нь; kitajsko Ergun He) je 1.620 dolga reka, ki tvori del meje med Rusijo in Kitajsko.
Združi se z reko Šilko v novonastalo reko Amur.